# Meshoppen (Pensilvania)
Meshoppen es un borough ubicado en el condado de Wyoming en el estado estadounidense de Pensilvania. En el año 2000 tenía una población de 459 habitantes y una densidad poblacional de 248.1 personas por km².

## Geografía
Meshoppen se encuentra ubicado en las coordenadas 41°36′53″N 76°02′47″O / 41.61472, -76.04639.

## Demografía
Según la Oficina del Censo en 2000 los ingresos medios por hogar en la localidad eran de $26,324 y los ingresos medios por familia eran $26,375. Los hombres tenían unos ingresos medios de $26,161 frente a los $15,714 para las mujeres. La renta per cápita para la localidad era de $13,408. Alrededor del 20.2% de la población estaba por debajo del umbral de pobreza.